# نگاشت فضایی
نگاشت‌فضایی و روش‌شناسی آن برای مدل‌سازی و طراحی بهینه مهندسی سامانه‌ها برای نخستین بار در سال ۱۹۹۳ توسط جان بندلر ارائه شد. نگاشت‌فضایی دانش کنونی ما را برای سرعت بخشیدن به تولید مدل‌ها و طراحی بهینه یک سامانه بکار می‌برد. در هستهٔ فرایند یک جفت مدل قرار دارد. یکی مدل بسیار دقیق ولی خیلی گران‌قیمت و پرهزینه و دیگری که مدل ضمنی خوانده می‌شود و در قسمت بعدی توضیح داده می‌شود.

## تاریخچه
فناوری‌های بهینه‌سازی برای مدل‌سازی و طراحی قطعات و سامانه‌ها از گذشته مورد استفاده قرار گرفته‌است. هدف از طراحی یک قطعه این است که مجموعه‌ای از پارامترهای فیزیکی آن را طوری تعیین کنیم که مشخصات خاصی از طراحی را برآورده سازند. روش‌های بهینه‌سازی سنتی از پاسخ‌های شبیه‌سازی شده و مشتقات این پاسخ‌ها به‌طور مستقیم برای طراحی قطعات استفاده می‌کردند.
در اواخر سال ۱۹۶۰ و اوایل ۱۹۷۰ پیشرفت‌هایی در جهت طراحی‌ی اتوماتیک از ساختارهای بسامد بالا به وجود آمد. شبیه‌سازهای الکترومغناطیسی، که در اواخر سال ۱۹۸۰ پدیدار شدند ابزارهای مؤثری در زمینه طراحی اتوماتیک فرض می‌شوند و توانایی حل معادلات ماکسول را برای ساختارهای مداری با اشکال هندسی دلخواه را دارا هستند. این شبیه‌سازها دقت محاسباتی بالایی دارند اما برای انجام محاسبات خود زمان زیادی را صرف می‌کنند. به دلیل زمان محاسباتی زیاد و پیچیدگی ساختارهای مایکروویو، استفاده از شبیه‌سازهای الکترومغناطیسی برای بهینه‌سازی مدارهای مایکروویو دشوار است؛ بنابراین از شبیه‌سازهای الکترومغناطیسی تنها برای تأیید نتایجی که از بهینه‌سازی مدل‌های عملی بدست می‌آید استفاده شد. از این‌روی ما به دنبال روش‌های بهینه‌سازی مطلوب دیگری هستیم.
فن بهینه‌سازی نگاشت فضایی که توسط جان بندلر در سال ۱۹۹۴ ارائه شد با ترکیب کردن بازده محاسباتی مدل‌های عملی و دقت نرم‌افزارهای الکترومغناطیسی از طریق برقراری نگاشتی ریاضی میان فضای پارامترهای مدل‌های الکترومغناطیسی و مدل‌های عملی، سعی در رفع این مشکل دارد.
در این فن، دو مدل متفاوت از سیستم فیزیکی یکسان لازم است. مدل با دقت محاسباتی بالا و زمان‌بر، به عنوان مدل دقیق و مدل با دقت محاسبات کمتر و سریع‌تر به عنوان مدل نادقیق مطرح می‌شود. به عبارتی از یک مدل سریع‌تر اما با دقت محاسباتی کمتر یک میانبر بسازیم تا اطلاعاتی را در مورد تنظیمِ بهینه از پارامترهای مدل اصلی بدست آوریم.

## مفهوم اصلی
مفهوم اصلی فن نگاشت فضایی این است که از مدل نادقیق استفاده کنیم و اطلاعاتی را در مورد مدل دقیق بدست آوریم. به عبارتی از یک مدل سریع‌تر اما با دقت محاسبات کمتر، یک میان‌بر بسازیم تا اطلاعاتی را در مورد تنظیمِ بهینه از پارامترهای مدل اصلی بدست آوریم. به عبارتی این تکنیک طی یک فرایند تکرارپذیر میان پارامترهای این دو مدل یک نگاشت ایجاد می‌کند و از این راه، دقت مدل دقیق را با سرعت محاسباتی مدل نادقیق ترکیب می‌کند. در نتیجه با تعداد کمتری از شبیه‌سازی مدل دقیق، می‌توانیم به جواب رضایت‌بخشی برسیم. یک شبیه‌ساز الکترومغناطیسی می‌تواند به عنوان مدل دقیق استفاده شود و یک شبیه‌ساز با دقت پایین‌تر می‌تواند به عنوان مدل نادقیق استفاده شود.

## مراحل
تمامی الگوریتم‌های بهینه‌سازی مبتنی بر نگاشت فضایی، چهار مرحله اساسی را شامل می‌شود.
1. شبیه‌سازی مدل دقیق
2. استخراج پارامترهای مدل نادقیق و یا مدل جانشین شده
3. به روز کردن مدل جانشین‌شده
4. بهینه‌سازی (بهینه‌سازی مجدد) مدل جانشین‌شده

## انواع
روش‌های بهینه⁪سازی برای مدل⁪سازی و طراحی قطعات و سیستم⁪ها از گذشته در اغلب موارد فرایندی زمان‌بر و تکراری است. جهت سرعت بخشیدن به فرایند طراحی تعداد ارزیابی‌های مدل دقیق باید کم باشد. در فناوری بهینه‌سازی نگاشت فضایی مدل دقیق و زمان‌بر با مدل تقریبی و سریع جایگزین می‌شود. فناوری نگاشت فضایی به دو دسته تفکیک می‌شود:
نگاشت فضایی صریح و نگاشت فضایی ضمنی.
در نگاشت فضایی صریح میان مدل فیزیکی و نگاشتی که این مدل را به مدل دقیق ارتباط می‌دهد یک تمایز صریح وجود دارد. نگاشت فضایی، همراه با مدل نادقیق مدل جانشینی را می‌سازد که باید دقیق و سریع باشد. در هر تکرار از الگوریتم درحالیکه مدل فیزیکی ثابت نگاه داشته می‌شود، تنها نگاشت به روز می‌شود. اگر معکوس نگاشت در دسترس باشد پارامترهای مدل دقیق به‌طور مستقیم بدست می‌آیند و در غیر این صورت بهینه‌سازی را روی نگاشت بکار می‌بریم.
در نگاشت فضایی ضمنی، نگاشت درون مدل نادقیق پنهان است. در ابتدا مدل نادقیق نسبت به پارامترهای طراحی بهینه‌سازی شده و پارامترهای بهینه که مشخصات مطلوب طراحی را در مدل نادقیق بدست می‌دهند بدست می‌آیند. در مرحله بعد با تنظیم پارامترهای کمکی در مدل نادقیق سعی می‌شود پاسخ‌های دو مدل به هم نزدیک گردد. با بهینه‌سازی مدل نادقیق تنظیم شده نسبت به پارامترهای طراحی، می‌توان جواب مدل دقیق را بدست آورد. فرایند طراحی زمانی که پارامترها مشخصات مطلوب طراحی را برآورده کرد پایان می‌یابد. اگر مدل نادقیق تنظیم شده بعد از مرحله استخراج پارامترها به اندازه کافی خوب نباشد می‌توان یک نگاشت صریح ورودی و یا خروجی اضافه نمود.
در بعضی از موارد که استفاده از نگاشت صریح و یا ضمنی به پاسخ مطلوب همگرا نشود، با استفاده از نگاشت فضایی مبتنی بر باقی‌مانده این مسائل به پاسخ مطلوب همگرا می‌شوند. این فناوری با نگاشت فضایی ضمنی شروع می‌شود. بعد از رسیدن به جوابی نزدیک به پاسخ مطلوب، باید یک مدل جانشین به وجود آورد. مدل جانشین، مدل نادقیق تنظیم شده به اضافه برداری است که عناصر آن تفاوت میان پاسخ‌های دو مدل دقیق و نادقیق بعد از مرحله استخراج پارامترها است. سپس با بهینه‌سازی مدل جدید، پارامترهای بهینه بدست می‌آیند. از تکنیک‌های نگاشت فضایی علاوه بر طراحی و بهینه‌سازی برای مدل‌سازی مدارهای مایکروویو نیز می‌توان استفاده کرد. مدل مبتنی بر نگاشت فضایی شامل نگاشت‌های ورودی و خروجی است. از آنجایی که ارزیابی مدل دقیق زمان‌بر است، تعداد ارزیابی‌های مدل دقیق برای ساختن مدل جانشین باید کم باشد. فناوری‌های بهینه‌سازی مبتنی بر نگاشت فضایی که در سطور بالا بحث شد روی چندین ساختار مایکروویو در این تجربه پیاده می‌شود. نتایج شبیه‌سازی نشان می‌دهد که با تعداد کمی ارزیابی مدل دقیق می‌توان به پاسخ رضایت بخشی رسید.

## دسته‌بندی
بهینه‌سازی نگاشت فضایی متعلق به طبقهٔ روش‌های بهینه‌سازی بر اساس جایگزین است. به این معنی که روش‌های بهینه‌سازی‌ای که متکی به انواع مدل جایگزین (به انگلیسی: Surrogate model) می‌باشند.

## کنفرانس‌ها
سه کارگاه آموزشی بین‌المللی بر روی هنر، علم و فناوری‌ی نگاشت‌فضایی تشکیل شده‌است.
- نخستین کارگاه آموزشی مدل‌سازی جایگزین و نگاشت‌فضایی برای بهینه‌سازی مهندسی، در نوامبر سال ۲۰۰۰ در کشور دانمارک تشکیل شد. دومین کارگاه آموزشی در نوامبر سال ۲۰۰۶ در همان‌جا تشکیل شد. سومین کارگاه آموزشی در اوت ۲۰۱۲ در کشور ایسلند تشکیل شد.

## واژه‌شناسی
طیف گسترده‌ای از واژه‌ها با نگاشت‌فضایی مرتبط است؛ از جمله مدل ایده‌آل، مدل ضمنی، مدل خوب، مدل گران، مدل ارزان، مدل فیزیکی، مدل ساده‌شده فیزیکی، مدل مبتنی بر فیزیک، مدل تجربی، مدل شبیه‌سازی، فضای بهینه، اعتبارسنجی فضایی و بسیاری دیگر.